# Сунион
Су́нион, Суний (греч. Σούνιον ή Σούνιο, лат. Sunion) — мыс на южной оконечности Аттики.
Сунион был населён с глубокой древности, и уже в древности был местом священным, средоточием двух культов — Афины и Посейдона, вечно соперничавших за обладание Аттикой. Территория была населена рыбаками и земледельцами, остатки их каменных построек сохранились до сих пор.

## Значение для Афин
Сунион был важным стратегическим форпостом Афин, своеобразной огромной наблюдательной вышкой с видимостью на три стороны света и на многие десятки километров. Он контролировал морские пути в Эгейское море, к Пирею, главному порту, а также к полуострову Сунион, на котором находится гора Лаврий с серебряными рудниками, благодаря которым Афины в V веке до н. э. при Перикле стали центром эллинского мира. Область горы Лаврий называлась Лавриотика. Во время Пелопоннесской войны, когда Спарте удалось перерезать сухопутные коммуникации между Афинами и островом Эвбея, Сунион стал играть стратегическую роль в подвозе эвбейского зерна и защите Лаврийских серебряных рудников.

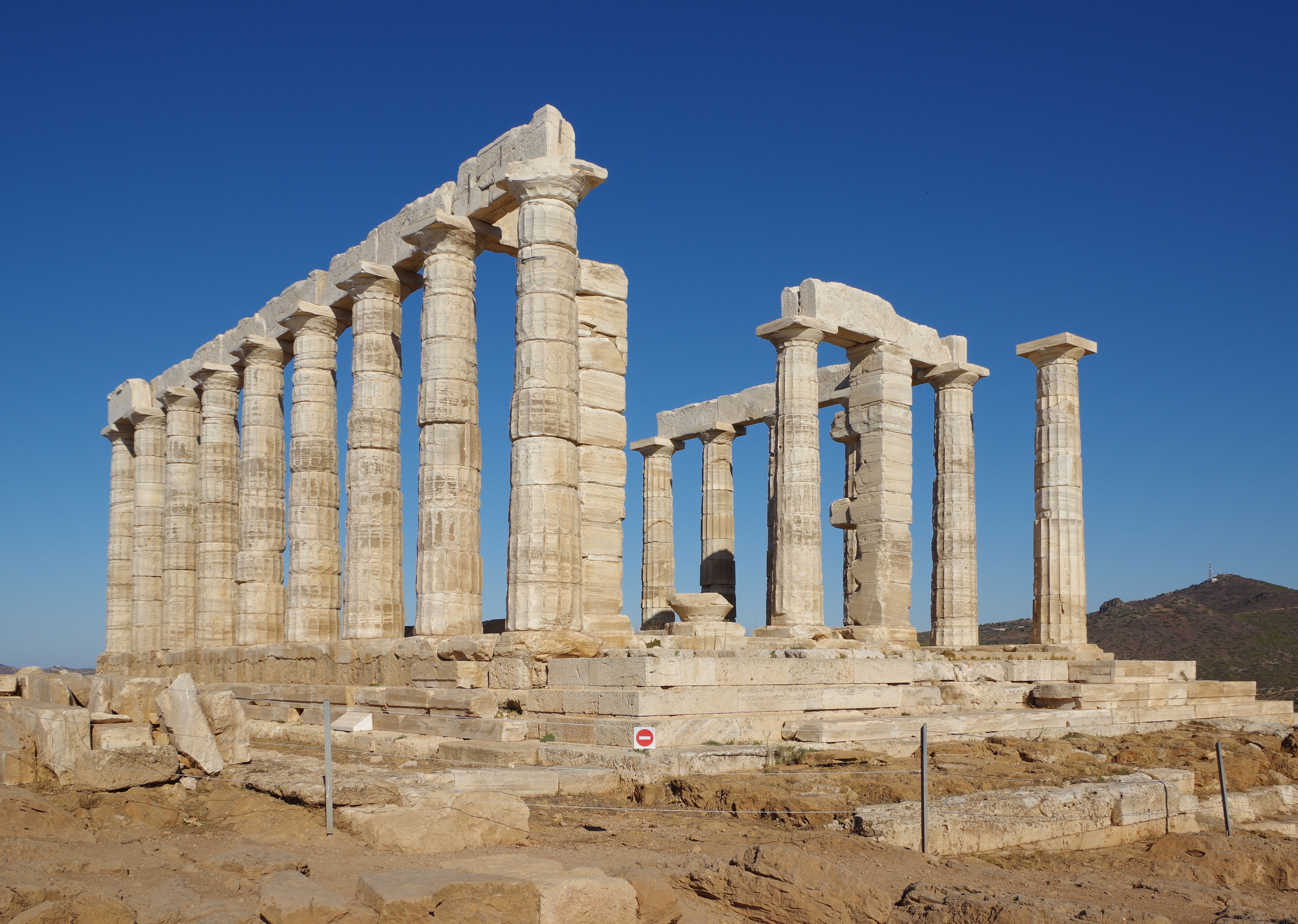
Вид на руины храма Посейдона

## Поселения на Сунионе
Крепость и святилище Суниона относились к дему Суний. По административной реформе Клисфена дем Суний относился к филе Леонтиде. Дем занимал область между Лаврионом, Мегала-Пефкой (Μεγάλα Πεύκα), Айос-Констандиносом и мысом. Поселение у крепости было центром города. Обнаружено поселение у гавани и кладбище классического периода на пляже у церкви Айос-Петрос, а также поселение римского периода к западу от церкви Айос-Петрос.
Археологические находки датируются начиная с рубежа 4-го и 3-го тысячелетий до н. э. У мыса найдены гробницы раннего бронзового века (3-е тысячелетие до н. э.). Из важных памятников первый — это огромный курос (мужская статуя) с Суниона, датируемая VII в. до н. э., находится в Национальном археологическом музее (высота его более трех метров). Всего этих куросов было, как полагают, 17.

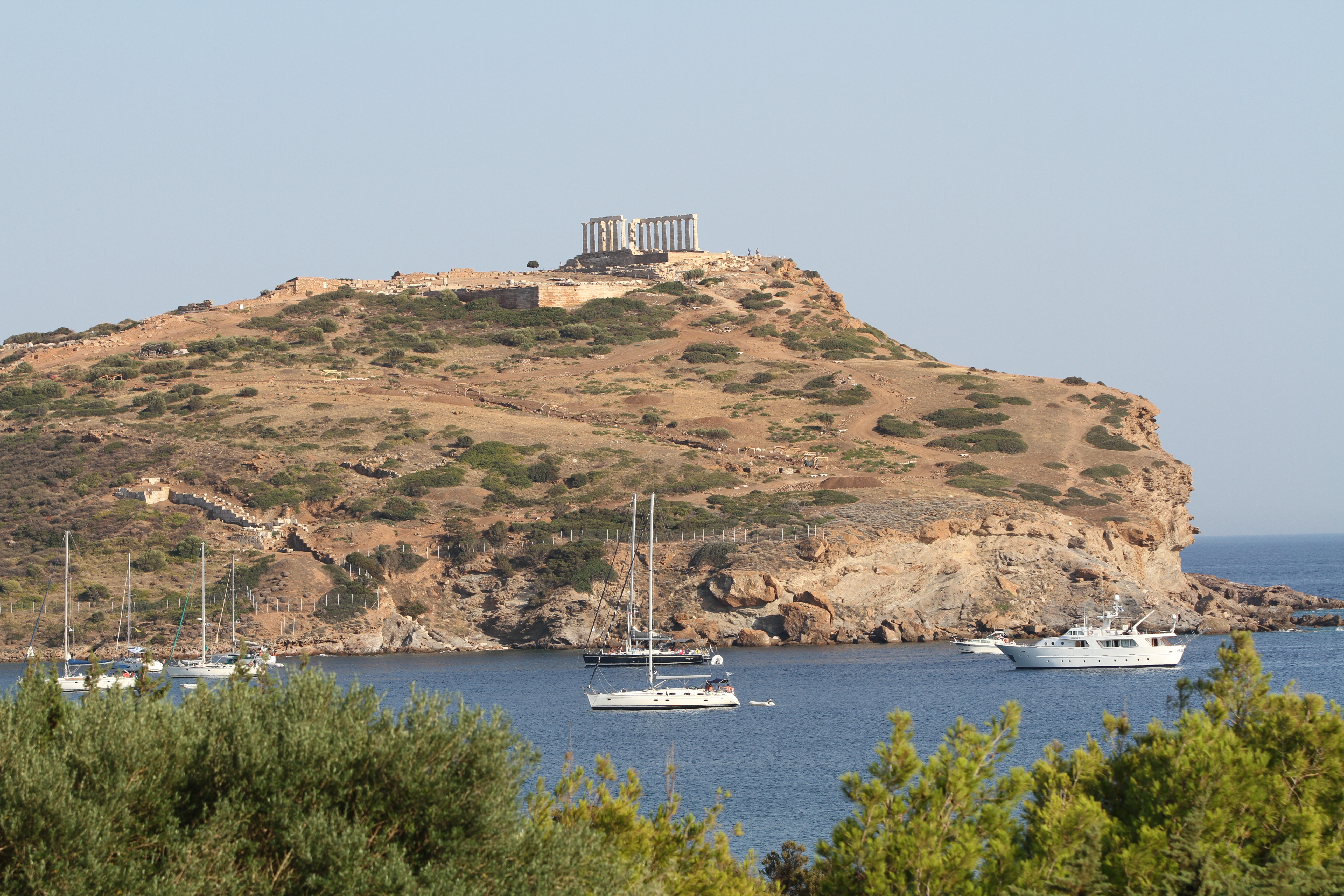
Вид на мыс Сунион

## Античные авторы о Сунионе
Мыс упомянут в «Одиссее» Гомера как «афинский мыс, священный Суний». По Геродоту афиняне каждые пять лет справляли большой праздник в честь Посейдона в его храме на Сунионе, куда отправлялись на теориде. Храм Посейдона упоминается в трагедиях Еврипида и Софокла, а также в комедиях Аристофана.
Описание Суниона оставили Страбон (I до н. э.—I век), Стефан Византийский (VI век) и Павсаний (II век). Павсаний спутал два храма, так что святилищем Афины до 1900 года ошибочно считали храм Посейдона. К тому времени (II век) храм Посейдона пришёл в упадок и храм Афины был разобран до основания и перевезен на Афинскую агору. Найденная надпись позволила определить, что храм был посвящён Посейдону. Храм Афины опознан по описанию Витрувия (I век до н. э.).

## Путешественники и археологи в Сунионе

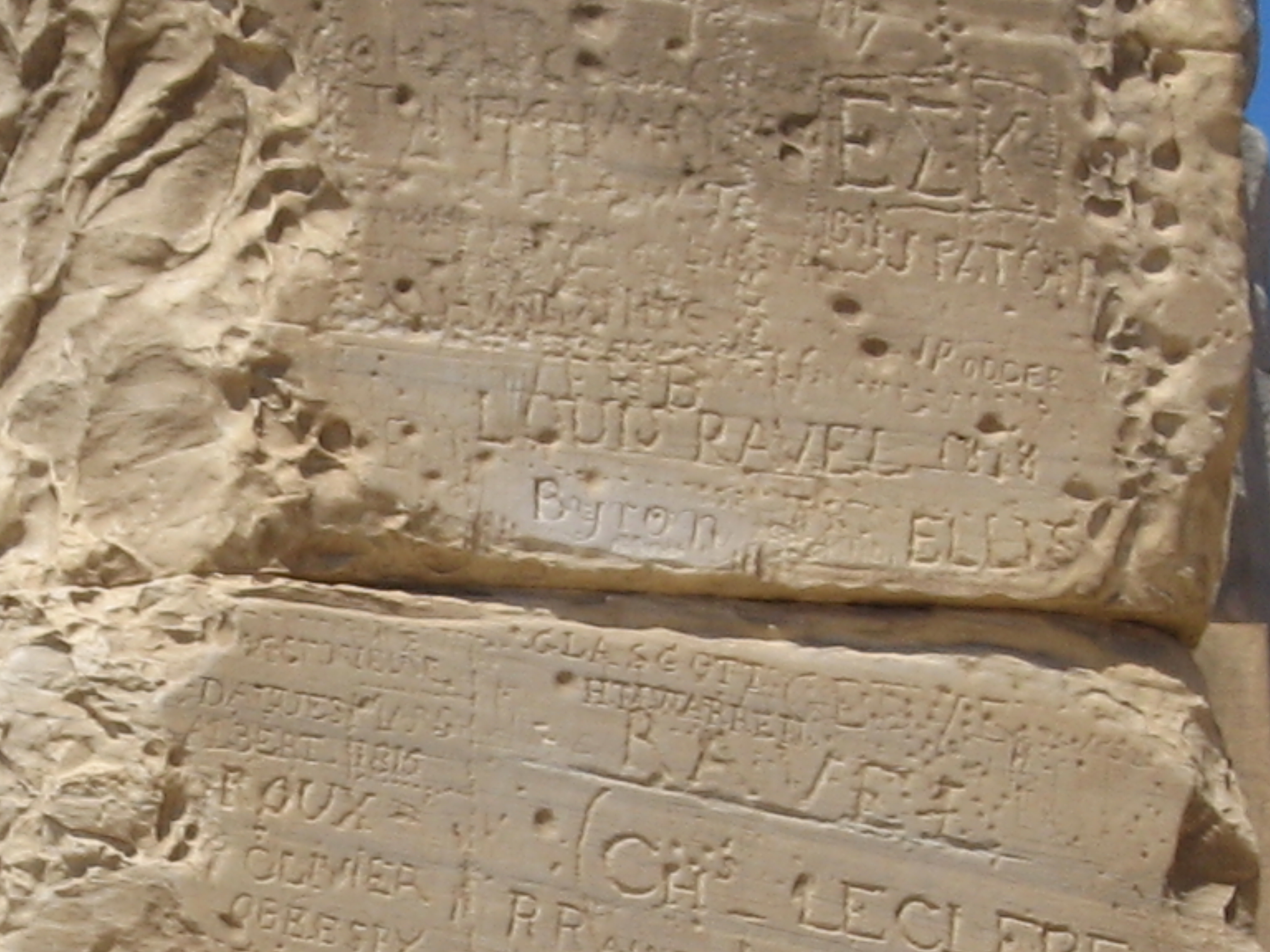
Подпись лорда Байрона, оставленная в 1810 году в Сунионе

С XVII года Сунион стал популярным местом у иностранных путешественников. Тут побывал Джордж Уилер (1676), Жюльен-Дэвид Ле Рой (1754), Ричард Чандлер (1765), Эдвард Додвелл (1805), Гийом-Абель Блуэ (1829) и др. Из-за сохранившейся колоннады мыс получил название Капо-Колонни (итал. Capo Colonni, Καβοκολώνες).
Блуэ, а до не него Общество дилетантов в 1797 году пытались прорисовать руины и проводили раскопки. На мраморе в числе многих туристических подписей XIX века сохранилась и подпись лорда Байрона, оставленная в 1810 году.
В 1884 году Вильгельм Дёрпфельд, директор Германского археологического института в Афинах начал научные раскопки. В 1897—1913 годах Валериос Стаис при поддержке Афинского археологического общества раскопал святилище, поселение и стены. В 1875 году проведены работы по консервации. В 1950-е годы был сформирован современный вид памятника Археологической службой Анастасиоса Орландоса, исследователя памятника.

## Описание Суниона
На самой высокой точке мыса внутри крепости находится храм Посейдона. Ворота в крепость находились на северо-западе. Склоны занимало поселение. Сегодня посетители попадают в крепость через восточную стену. В песчаной бухте на севере находился порт. У входа в бухту на скале находились помещения для военных кораблей, эллинги.
В 400 метрах к северо-востоку от храма Посейдона на вершине низкого холма находился храм Афины Сунийской.

## Храм Посейдона

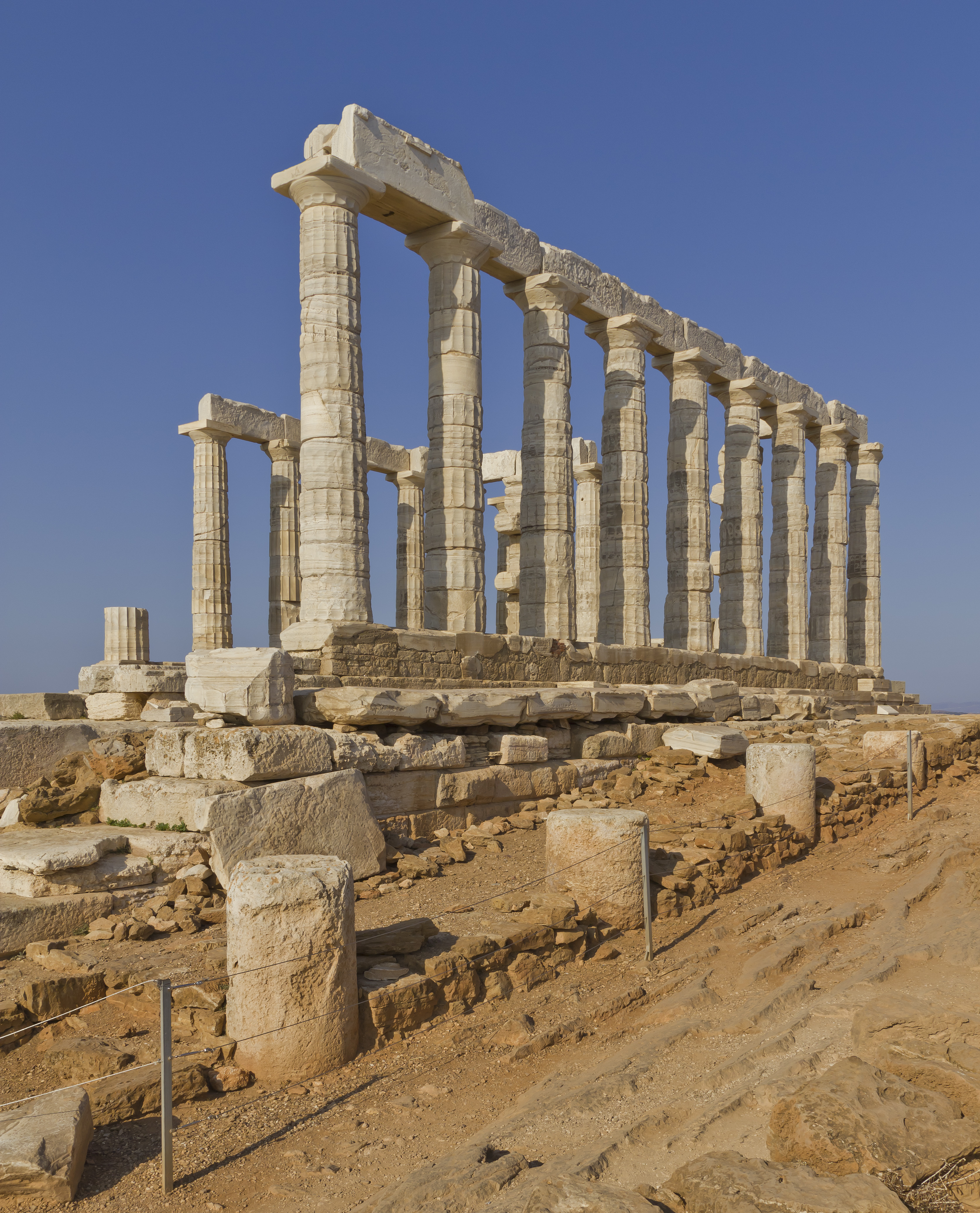
Руины храма Посейдона на мысе Сунион

Гомер свидетельствует о существовании святилища на Сунионе в VIII веке до н. э.. Святилище было известно в архаический период (VII—VI до н. э.), но не имело монументального сооружения. Строительство храма Посейдона начато на вершине скалы в 490 году до н. э., в год Марафона, и разрушен храм до завершения строительства в 480 году до н. э., в год Фермопил и разорения Аттики. Известно, что это был дорический периптер (6 на 13 колонн).
Классический храм Посейдона, развалины которого сохранились до сих пор, был построен к 440 году до н. э. и был действующим по крайней мере до I века нашей эры. В классический и эллинистический периоды (V—II до н. э.) святилище переживало расцвет. В храме каждые пять лет справляли большой праздник в честь Посейдона, на который на теориде афиняне посылали посольство, как в Делос. С упадком древней религии святилище было заброшено, и храм разрушился.
Святилище занимало около 0,5 гектара, огороженных стенами с монументальными пропилеями на северо-востоке. Главное здание, храм Посейдона находилось на юге. В северо-западной части святилища находились большая северная и малая западная стои.
Храм Посейдона, дорический периптер построен из местного агрилезского мрамора. Фронтон крыши переходил в разукрашенные акротерии. Восточный главный фронтон был украшен скульптурными фигурами. На той же стороне рельефный фриз обрамлял по кругу внутреннюю часть колоннады в верхней части. Плиты фриза сделаны из паросского мрамора. Сюжеты идентифицируются как битва кентавров с лапифами, битва Тесея с быком, гигантомахия (Афина и Энкелад). Это была аллегория победы афинян, стоящих во главе греков над персами, и превосходства афинской демократии над восточной автократией. Архитектуру храма приписывают создателю храма Гефеста на Афинской агоре, храма Ареса и храма Немезиды в Рамнунте.
Размеры колоннады — 13,47 на 31,12 метра. Колонн шестнадцать, в соответствии с архаикой, а не двадцать, как обычно в классике. До нашего времени дошло девять колонн перистиля южного фасада, шесть северного фасада и одна из притвора. Найдены и несколько статуэток, по-видимому, относившиеся к внутреннему убранству храма.
Со скалы открывается очень живописный вид. Согласно мифологии, именно с этой скалы бросился Эгей, когда увидел корабль с чёрными парусами (Тесей хоть и победил Минотавра на Крите и избавил греков от ужасной дани, но забыл поменять паруса).

## Крепость
Полис Афины строил фортификационные сооружения в стратегически важных местах. Одним из таких сооружений был Сунион.
Сплошная крепостная стена была длиной до 400 метров и проходила по восточной и северной части мыса. Внутренняя площадь составляла 4 гектара и была занята святилищем Посейдона и поселением Суний. Стены были шириной 3—3,5 метра. Представляли собой две параллельные стенки, пространство между которыми было заполнено землёй и камнями. Стены неоднократно ремонтировались и достраивались. Входные ворота находились на северо-западе и вели в порт.

## Поселение
Большую часть крепости занимает поселение. Главная улица длиной около 100 метров и шириной 3—3,6 метров поднималась по склону с запада на восток. По обе стороны находились кварталы 30 × 30 метров, разделенные узкими улицами. В поселении размещался военный гарнизон. Возможно, это был центр дема. Поселение перестраивалось, сохранившиеся руины относятся к эллинистическому периоду (конец IV—начало III века до н. э.).

## Порт и эллинги
Порт Суния находился к северу от крепости в песчаной бухте, защищенной от северных ветров. Это была военно-морская база афинян, а также торговый порт. Торговые суда можно было вытянуть на песчаный берег, а для хранения и ремонта боевых кораблей были построены эллинги.
Двухместный эллинг был высечен в скалистом берегу у входа в бухту. Это прямоугольная выемка в склоне шириной 11,5 метров и длиной 20,5 метров. Вдоль в полу были вырезаны две траншеи глубиной 1,25 метра для перемещения корабля. Еще один эллинг находился восточнее.

## Храм Афины Сунийской
Также на мысе Сунион сохранились следы храма Афины, построенного также в V веке до н. э. Он был похож на микенский мегарон, размер имел 15 на 19 метров, был построен, как и святилище Посейдона, из агрилезского мрамора. Это был храм ионического ордера. От него остался только фундамент, разбитый вдребезги козырёк крыши и одна капитель колонны.
Храм Афины Сунийской находился на вершине холма в 400 метрах к северо-востоку от храма Посейдона и попасть в него можно было непосредственно из порта. Трапециевидный перибол примерно 46,5 × 44 метра из известняка окружал сплюснутую вершину холма и ограничивал святилище, в котором находился храм Афины, малый храм и хранилище даров. К северу от святилища находился более древний перибол, называемый «Фрондиос» («Φρόντιος»). В римский период храмы были перемещены, чтобы украсить Агору.
Храм Афины имел колоннаду только с восточной и южной стороны. Мраморные колонны были увенчаны ионическими капителями. В задней части храма сохранилось основание статуи богини. Очевидно, жертвенный алтарь был расположен к югу от храма, потому что на юге есть просторная площадь, подходящая для собраний. Храм был построен около середины V века до н. э. Согласно другой точке зрения, храм более древний, построен до греко-персидских войн и в V веке до н. э. были добавлены только внешние колоннады.
Малый храм (4,96 × 6,8 метров) расположен в северо-восточной части перибола, простое здание с двумя колоннами на фасаде (простиль). В задней стороне храма есть основание для культовой статуи, сделанное из серого элевсинского мрамора. Перед фасадом расположен прямоугольный алтарь. Храм, вероятно, был посвящен богине Артемиде. Он относится к архаическому периоду (600—550 до н. э.) и был разрушен персами (480 до н. э.). По другой точке зрения, он был построен в одно время или даже позже, чем храм Афины.

## Перибол «Фрондиос»
На северо-западе находится почти круглый перибол, состоящий из наполовину заделанных камней, который определяет теменос, существовавший до святилища Афины. В этом святилище, вероятно, в священной роще, поклонялись герою, вероятно, Фронтису, кормчему Менелая, который умер при возвращении из Трои в Спарту и был похоронен у Суния.
Древний перибол, хранилище с древними приношениями свидетельствуют о древнем культе, который существовал в области святилища Афины.

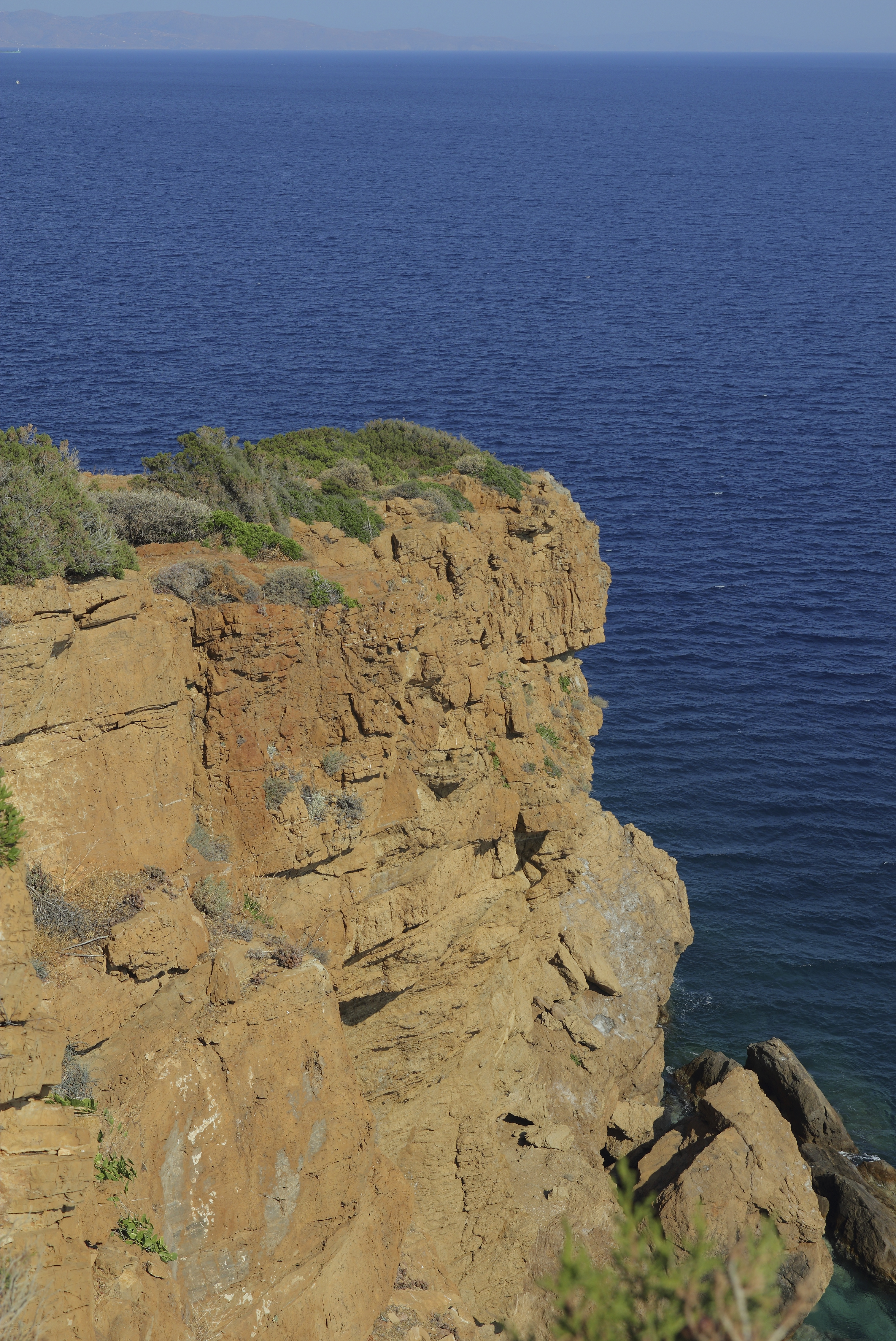
Мыс Сунион
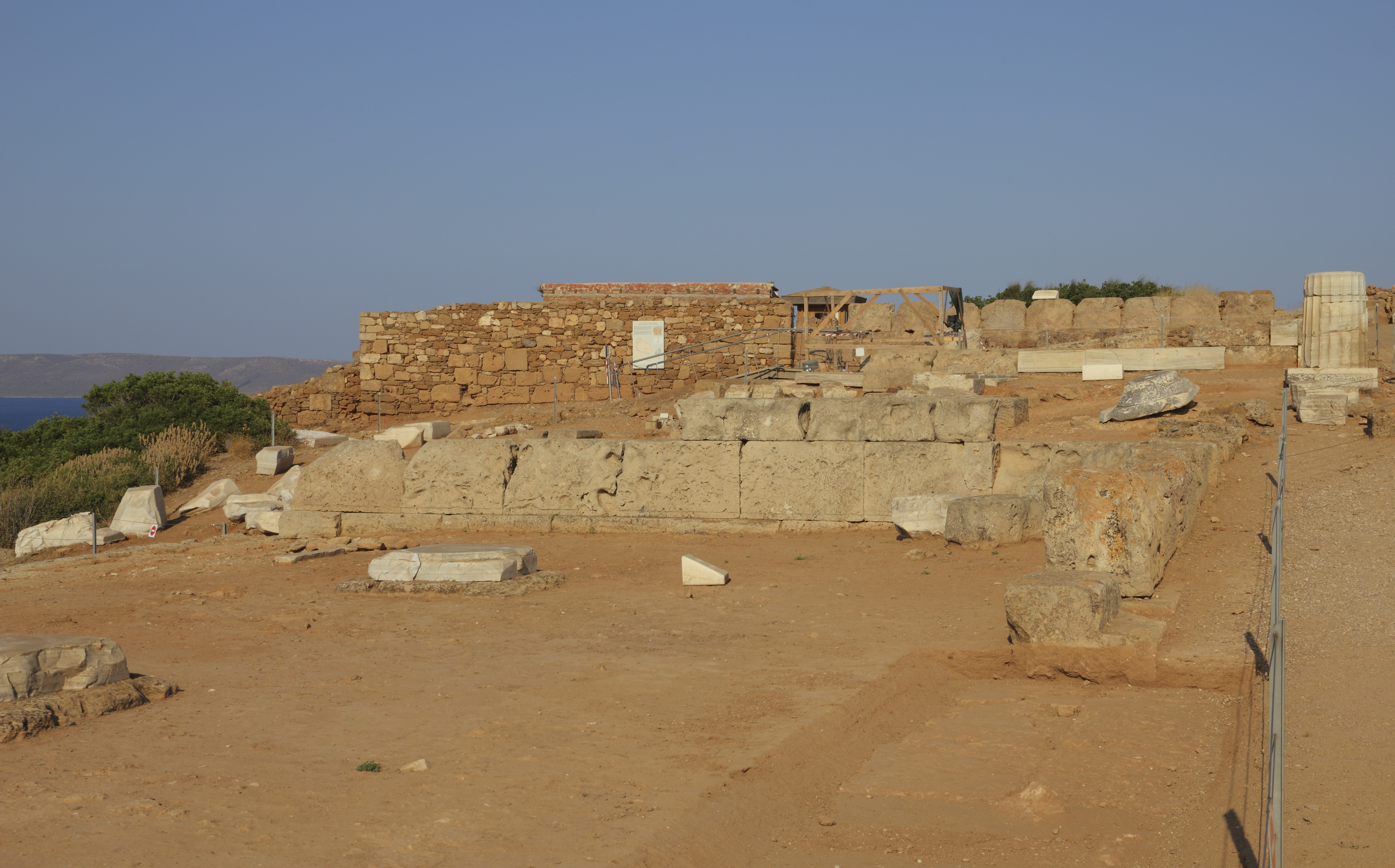
Археологическая экспозиция около храма Посейдона
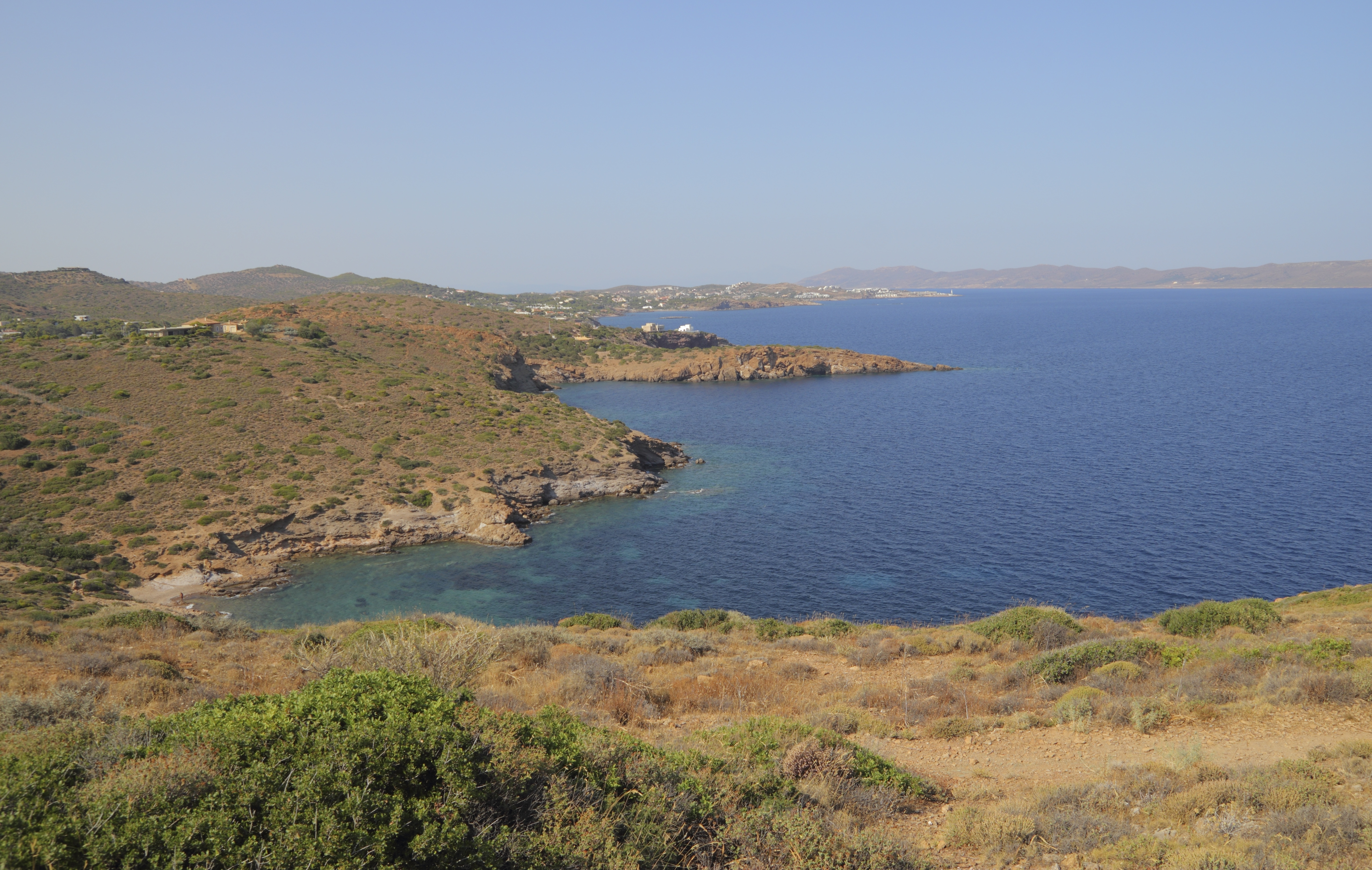
Бухта Эгейского моря у мыса Сунион
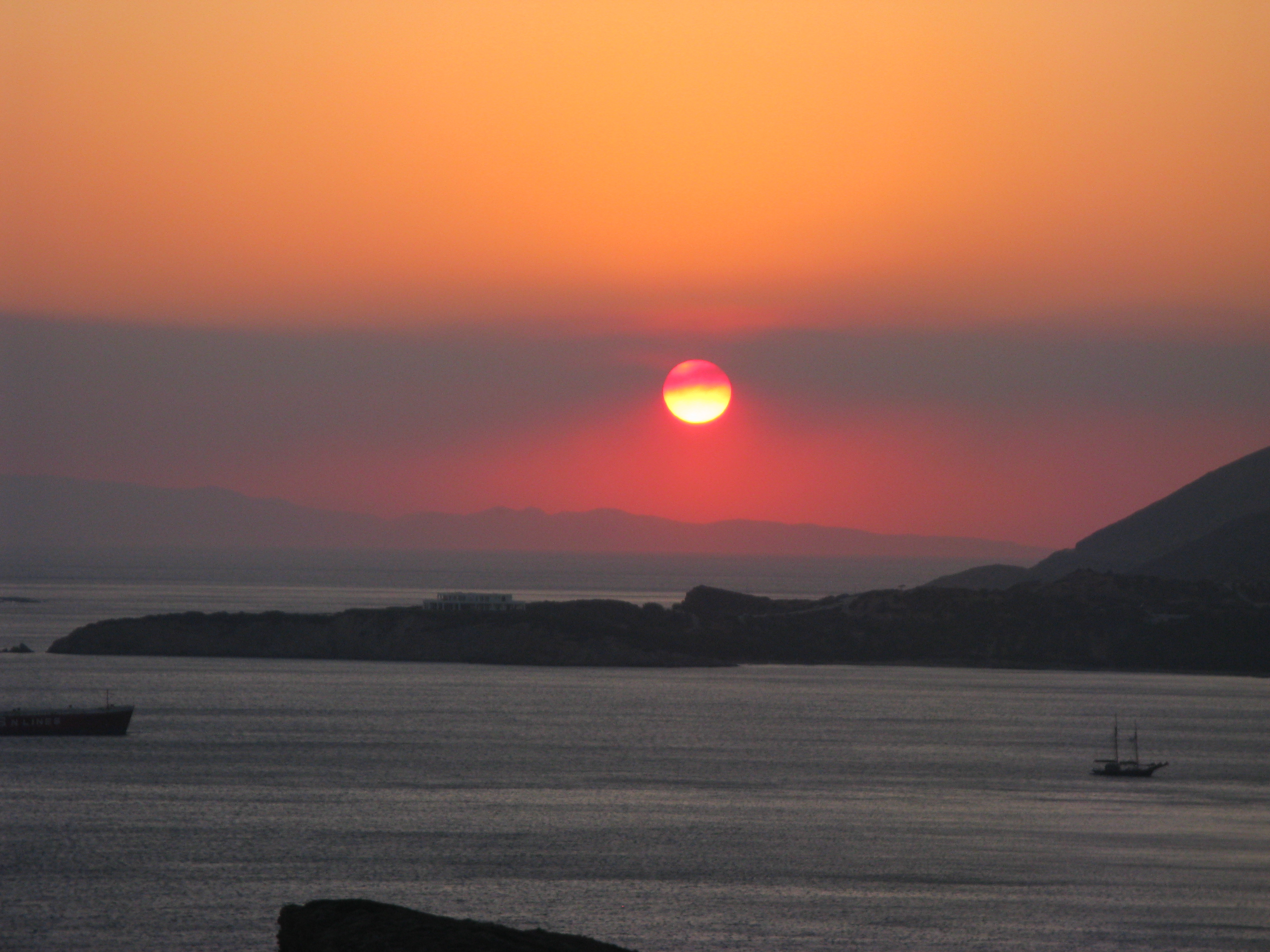
Закат на мысе Сунион